# بروفاري
بروفاري (بالأوكرانية: Бровари)، (بالبولندية: Browary)‏، اسمها الأصلي Brovari هي مدينة في كييف أوبلاست شمالي أوكرانيا، وهي ضاحية من الضواحي الشرقية لكييف. عدد سكانها حسب إحصاء 2013 بلغ 98,250 نسمة.

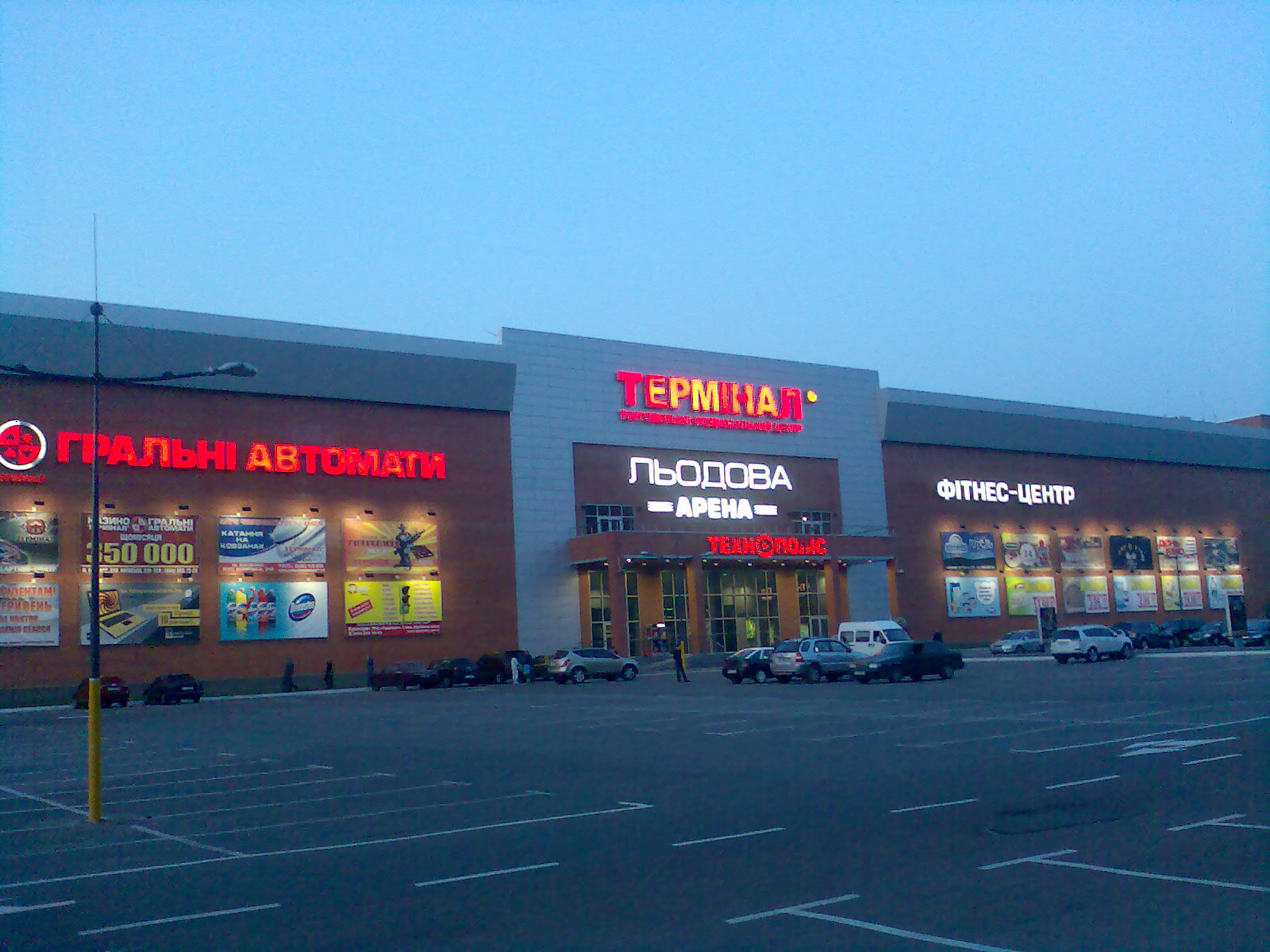
مركز برفاري للتسوق

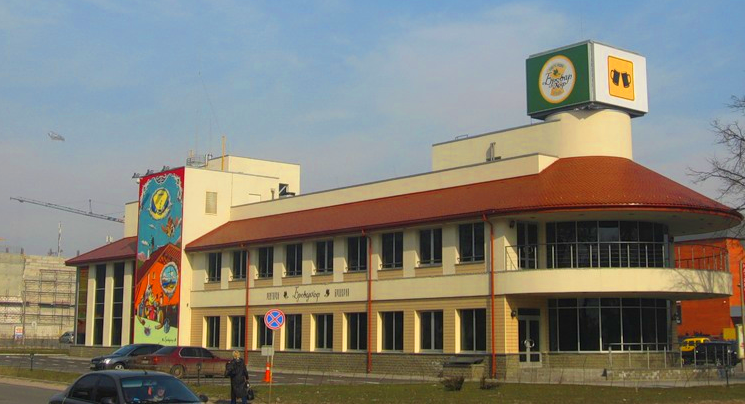

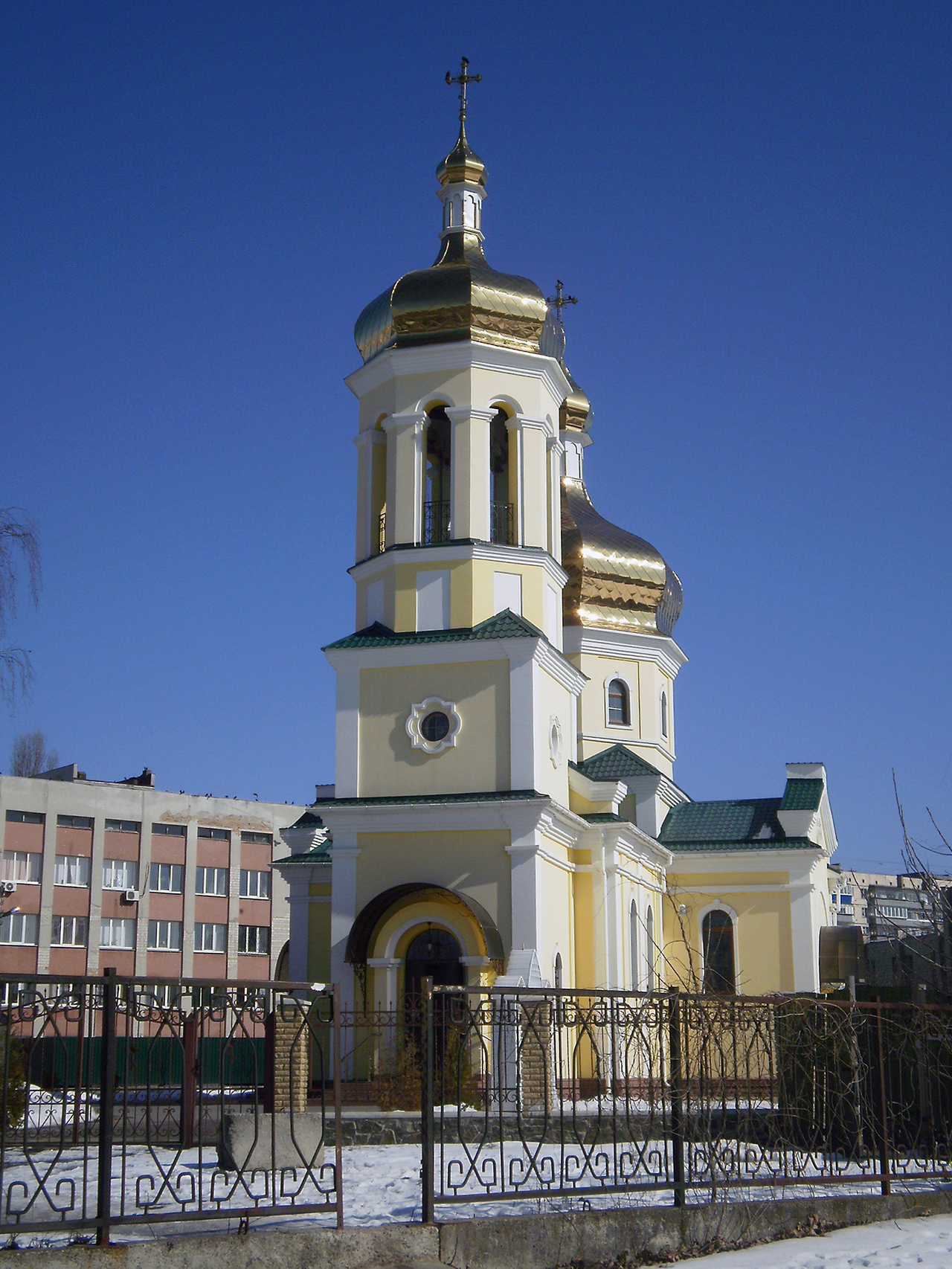
كنيسة في بروفاري

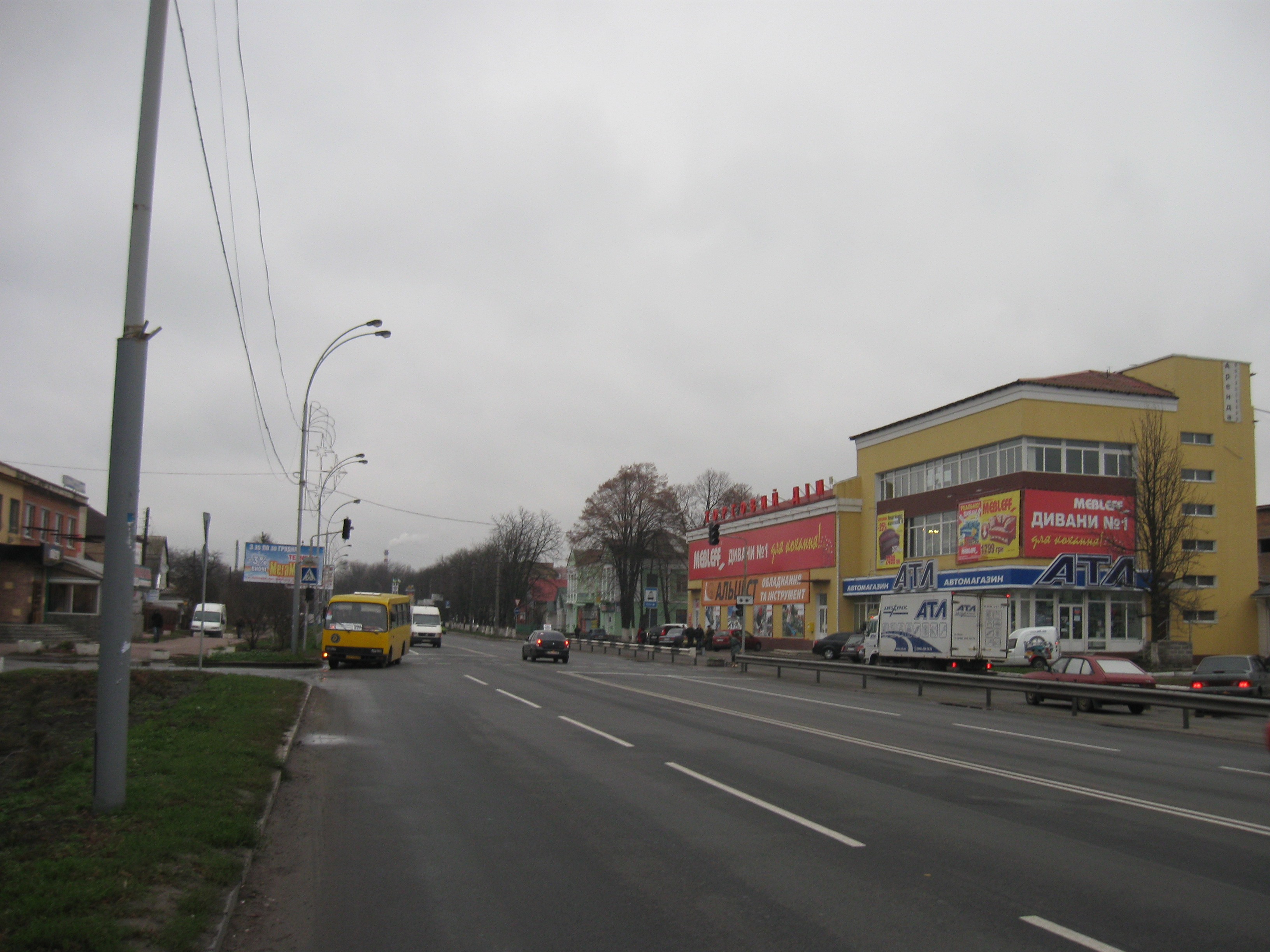
شارع كييفسكا

## توأمة
لبروفاري اتفاقيات توأمة مع:
- فونتوني سو بوا (1985 - )